# X Factor (Italia) (prima edizione)
(Il modo in cui il conduttore Francesco Facchinetti annuncia la pausa pubblicitaria)
La prima edizione del talent show musicale X Factor è andata in onda in prima serata su Rai 2 dal 10 marzo al 27 maggio 2008 per dodici puntate.
Nella serata finale del 26 maggio sono stati proclamati vincitori gli Aram Quartet, che rientravano fra i gruppi affidati a Morgan.
Il programma ha fatto emergere l'artista Giusy Ferreri che ha venduto più di due milioni di dischi tra Italia ed Europa.

## Giudici e presentatore
I giudici della prima stagione sono Simona Ventura, conduttrice televisiva, Morgan, cantautore e Mara Maionchi, produttrice discografica. 
Il presentatore è Francesco Facchinetti, per le strisce quotidiane in daytime e la puntata serale del lunedì.

## Finalisti
I seguenti cantanti sono approdati alla prima puntata del programma.
Legenda:
- Vincitore
- Secondo classificato

- Terzo classificato
- Quarto classificato

- Semifinalista

- Non finalista
- Ammesso alla gara

- Non ammesso alla gara

| Categoria              | Cantanti      | Cantanti         | Cantanti       | Cantanti         | Cantanti       | Cantanti             | Cantanti            |
| ---------------------- | ------------- | ---------------- | -------------- | ---------------- | -------------- | -------------------- | ------------------- |
| Gruppi Vocali (Morgan) | Aram Quartet  | Cluster          | Sei Ottavi     | 4 Sound          | FM             | Cherries             | N.D.                |
| 25+ (Simona Ventura)   | Giusy Ferreri | Emanuele Dabbono | Annalisa Baldi | Gino Scannapieco | Antonio Marino | Dante Pontone        | Adriano De Pasquale |
| 16-24 (Mara Maionchi)  | Tony Maiello  | Ilaria Porceddu  | Silvia Aprile  | Luna Di Nardo    | Vittoria Hyde  | Maria Teresa D'Alise | N.D.                |

| Categoria              | Integrazioni           | Integrazioni      | Integrazioni    | Integrazioni      |
| Categoria              | 3ª Puntata             | 5ª Puntata        | 7ª Puntata      | 8ª Puntata        |
| ---------------------- | ---------------------- | ----------------- | --------------- | ----------------- |
| Gruppi Vocali (Morgan) | The Acappella Swingers | Venebit           | Quinta Giusta   | Cluster           |
| 25+ (Simona Ventura)   | Davide Benedetti       | Gino Scannapiego  | Giusy Ferreri   | Francesca Bella   |
| 16-24 (Mara Maionchi)  | Silvia Aprile          | Gabriele Bianucci | Valeria Valente | Mattia Caracciolo |

## Ascolti
La prima puntata ha ricevuto un riscontro molto basso, anche a causa della concomitanza con la fiction La vita rubata con Beppe Fiorello su Rai Uno e del Grande Fratello 8 su Canale 5. Dalla terza puntata il reality va in onda di martedì, scontrandosi con Carabinieri 7 su Canale 5, mentre la quarta e la quinta puntata sono andate in onda di domenica per la concomitanza con le tribune politiche in vista delle elezioni politiche.
| Puntata | Data           | Telespettatori | Share  |
| ------- | -------------- | -------------- | ------ |
| 1       | 10 marzo 2008  | 1 987 000      | 9,35%  |
| 2       | 17 marzo 2008  | 2 077 000      | 9,91%  |
| 3       | 25 marzo 2008  | 2 185 000      | 10,13% |
| 4       | 30 marzo 2008  | 2 079 000      | 10,62% |
| 5       | 6 aprile 2008  | 2 108 000      | 11,02% |
| 6       | 14 aprile 2008 | 2 826 000      | 11,67% |
| 7       | 22 aprile 2008 | 2 238 000      | 9,75%  |
| 8       | 29 aprile 2008 | 2 149 000      | 9,43%  |
| 9       | 6 maggio 2008  | 2 131 000      | 10,70% |
| 10      | 13 maggio 2008 | 2 308 000      | 11,73% |
| 11      | 20 maggio 2008 | 2 663 000      | 13,30% |
| 12      | 27 maggio 2008 | 2 750 000      | 13,95% |
|         | Media          | 2 291 000      | 10,96% |

## Riassunto delle puntate
- 16-24 (Mara Maionchi)
- +25 (Simona Ventura)
- Gruppi Vocali (Morgan)

|            |                | 1ª Puntata          | 1ª Puntata             | 1ª Puntata             | 2ª Puntata             | 2ª Puntata             | 3ª Puntata             | 4ª Puntata             | 4ª Puntata             | 5ª Puntata             | 6ª Puntata             | 7ª Puntata             | 8ª Puntata             | 9ª Puntata             | 10ª Puntata            | 11ª Puntata             | Finale 12ª Puntata      | Finale 12ª Puntata      |
| 25+        | Gruppi         | 16-24               | I                      | II                     | I                      | II                     | 3ª Puntata             |                        |                        | 5ª Puntata             | 6ª Puntata             | 7ª Puntata             | 8ª Puntata             | 9ª Puntata             | 10ª Puntata            | 11ª Puntata             | Finale 12ª Puntata      | Finale 12ª Puntata      |
| ---------- | -------------- | ------------------- | ---------------------- | ---------------------- | ---------------------- | ---------------------- | ---------------------- | ---------------------- | ---------------------- | ---------------------- | ---------------------- | ---------------------- | ---------------------- | ---------------------- | ---------------------- | ----------------------- | ----------------------- | ----------------------- |
|            | Aram Quartet   | -                   | Salvi                  | -                      | Salvi                  | -                      | Salvi                  | Salvi                  | -                      | Salvi                  | Salvi                  | Salvi                  | Salvi                  | Salvi                  | Salvi                  | Salvi                   | Vincitori (12ª Puntata) | Vincitori (12ª Puntata) |
|            | Giusy          | Non in gara         | Non in gara            | Non in gara            | Non in gara            | Non in gara            | Non in gara            | Non in gara            | Non in gara            | Non in gara            | Non in gara            | New entry              | Salva                  | Salva                  | Salva                  | Salva                   | Seconda (12ª Puntata)   | Seconda (12ª Puntata)   |
|            | Emanuele       | Salvo               | -                      | -                      | Salvo                  | -                      | Ultimi due             | -                      | Ultimi due             | Salvo                  | Salvo                  | Salvo                  | Ultimi due             | Ultimi due             | Salvo                  | Salvo                   | Terzo (12ª Puntata)     | Terzo (12ª Puntata)     |
|            | Tony           | -                   | -                      | Salvo                  | Salvo                  | -                      | Salvo                  | -                      | Salvo                  | Salvo                  | Ultimi due             | Salvo                  | Salvo                  | Salvo                  | Salvo                  | Ultimi due              | Quarto (12ª Puntata)    | Quarto (12ª Puntata)    |
|            | Ilaria         | -                   | -                      | Salva                  | -                      | Ultimi due             | Salva                  | Salva                  | -                      | Salva                  | Salva                  | Salva                  | Salva                  | Salva                  | Ultimi due             | Ultimi due              | Eliminata (11ª Puntata) | Eliminata (11ª Puntata) |
|            | Cluster        | Non in gara         | Non in gara            | Non in gara            | Non in gara            | Non in gara            | Non in gara            | Non in gara            | Non in gara            | Non in gara            | Non in gara            | Non in gara            | New entry              | Salvi                  | Ultimi due             | Eliminati (10ª Puntata) | Eliminati (10ª Puntata) | Eliminati (10ª Puntata) |
|            | Sei Ottavi     | -                   | Salvi                  | -                      | -                      | Salvi                  | Salvi                  | Ultimi due             | -                      | Salvi                  | Salvi                  | Ultimi due             | Salvi                  | Ultimi due             | Eliminati (9ª Puntata) | Eliminati (9ª Puntata)  | Eliminati (9ª Puntata)  | Eliminati (9ª Puntata)  |
|            | Annalisa       | Ultimi due          | -                      | -                      | Salva                  | -                      | Salva                  | -                      | Salva                  | Ultimi due             | Salva                  | Salva                  | Ultimi due             | Eliminata (8ª Puntata) | Eliminata (8ª Puntata) | Eliminata (8ª Puntata)  | Eliminata (8ª Puntata)  | Eliminata (8ª Puntata)  |
|            | Gino           | Non in gara         | Non in gara            | Non in gara            | Non in gara            | Non in gara            | Non in gara            | Non in gara            | Non in gara            | New entry              | Salvo                  | Ultimi due             | Eliminato (7ª Puntata) | Eliminato (7ª Puntata) | Eliminato (7ª Puntata) | Eliminato (7ª Puntata)  | Eliminato (7ª Puntata)  | Eliminato (7ª Puntata)  |
|            | Silvia         | Non in gara         | Non in gara            | Non in gara            | Non in gara            | Non in gara            | New entry              | -                      | Salva                  | Salva                  | Ultimi due             | Eliminata (6ª Puntata) | Eliminata (6ª Puntata) | Eliminata (6ª Puntata) | Eliminata (6ª Puntata) | Eliminata (6ª Puntata)  | Eliminata (6ª Puntata)  | Eliminata (6ª Puntata)  |
|            | Antonio        | Salvo               | -                      | -                      | -                      | Salvo                  | Salvo                  | Salvo                  | -                      | Ultimi due             | Eliminato (5ª Puntata) | Eliminato (5ª Puntata) | Eliminato (5ª Puntata) | Eliminato (5ª Puntata) | Eliminato (5ª Puntata) | Eliminato (5ª Puntata)  | Eliminato (5ª Puntata)  | Eliminato (5ª Puntata)  |
|            | 4 Sound        | -                   | Ultimi due             | -                      | Ultimi due             | -                      | Salvi                  | -                      | Ultimi due             | Eliminati (4ª Puntata) | Eliminati (4ª Puntata) | Eliminati (4ª Puntata) | Eliminati (4ª Puntata) | Eliminati (4ª Puntata) | Eliminati (4ª Puntata) | Eliminati (4ª Puntata)  | Eliminati (4ª Puntata)  | Eliminati (4ª Puntata)  |
|            | Dante          | Salvo               | -                      | -                      | -                      | Salvo                  | Salvo                  | Ultimi due             | Eliminato (4ª Puntata) | Eliminato (4ª Puntata) | Eliminato (4ª Puntata) | Eliminato (4ª Puntata) | Eliminato (4ª Puntata) | Eliminato (4ª Puntata) | Eliminato (4ª Puntata) | Eliminato (4ª Puntata)  | Eliminato (4ª Puntata)  | Eliminato (4ª Puntata)  |
|            | FM             | -                   | Salvi                  | -                      | -                      | Salvi                  | Ultimi due             | Eliminati (3ª Puntata) | Eliminati (3ª Puntata) | Eliminati (3ª Puntata) | Eliminati (3ª Puntata) | Eliminati (3ª Puntata) | Eliminati (3ª Puntata) | Eliminati (3ª Puntata) | Eliminati (3ª Puntata) | Eliminati (3ª Puntata)  | Eliminati (3ª Puntata)  | Eliminati (3ª Puntata)  |
|            | Luna           | -                   | -                      | Salva                  | -                      | Ultimi due             | Eliminata (2ª Puntata) | Eliminata (2ª Puntata) | Eliminata (2ª Puntata) | Eliminata (2ª Puntata) | Eliminata (2ª Puntata) | Eliminata (2ª Puntata) | Eliminata (2ª Puntata) | Eliminata (2ª Puntata) | Eliminata (2ª Puntata) | Eliminata (2ª Puntata)  | Eliminata (2ª Puntata)  | Eliminata (2ª Puntata)  |
|            | Vittoria       | -                   | -                      | Ultimi due             | Ultimi due             | Eliminata (2ª Puntata) | Eliminata (2ª Puntata) | Eliminata (2ª Puntata) | Eliminata (2ª Puntata) | Eliminata (2ª Puntata) | Eliminata (2ª Puntata) | Eliminata (2ª Puntata) | Eliminata (2ª Puntata) | Eliminata (2ª Puntata) | Eliminata (2ª Puntata) | Eliminata (2ª Puntata)  | Eliminata (2ª Puntata)  | Eliminata (2ª Puntata)  |
|            | Maria Teresa   | -                   | -                      | Ultimi due             | Eliminata (1ª Puntata) | Eliminata (1ª Puntata) | Eliminata (1ª Puntata) | Eliminata (1ª Puntata) | Eliminata (1ª Puntata) | Eliminata (1ª Puntata) | Eliminata (1ª Puntata) | Eliminata (1ª Puntata) | Eliminata (1ª Puntata) | Eliminata (1ª Puntata) | Eliminata (1ª Puntata) | Eliminata (1ª Puntata)  | Eliminata (1ª Puntata)  | Eliminata (1ª Puntata)  |
|            | Cherries       | -                   | Ultimi due             | Eliminati (1ª Puntata) | Eliminati (1ª Puntata) | Eliminati (1ª Puntata) | Eliminati (1ª Puntata) | Eliminati (1ª Puntata) | Eliminati (1ª Puntata) | Eliminati (1ª Puntata) | Eliminati (1ª Puntata) | Eliminati (1ª Puntata) | Eliminati (1ª Puntata) | Eliminati (1ª Puntata) | Eliminati (1ª Puntata) | Eliminati (1ª Puntata)  | Eliminati (1ª Puntata)  | Eliminati (1ª Puntata)  |
|            | Adriano        | Ultimi due          | Eliminato (1ª Puntata) | Eliminato (1ª Puntata) | Eliminato (1ª Puntata) | Eliminato (1ª Puntata) | Eliminato (1ª Puntata) | Eliminato (1ª Puntata) | Eliminato (1ª Puntata) | Eliminato (1ª Puntata) | Eliminato (1ª Puntata) | Eliminato (1ª Puntata) | Eliminato (1ª Puntata) | Eliminato (1ª Puntata) | Eliminato (1ª Puntata) | Eliminato (1ª Puntata)  | Eliminato (1ª Puntata)  | Eliminato (1ª Puntata)  |
|            |                |                     |                        |                        |                        |                        |                        |                        |                        |                        |                        |                        |                        |                        |                        |                         |                         |                         |
| Ultimi due | Ultimi due     | Adriano, Annalisa   | 4 Sound, Cherries      | M. Teresa, Vittoria    | 4 Sound, Vittoria      | Ilaria, Luna           | Emanuele, FM           | Dante, Sei Ottavi      | 4 Sound, Emanuele      | Annalisa, Antonio      | Tony, Silvia           | Gino, Sei Ottavi       | Annalisa, Emanuele     | Sei Ottavi, Emanuele   | Cluster, Ilaria        | Tony, Ilaria            | -                       | -                       |
|            | Voto di Simona | Adriano             | -                      | -                      | Vittoria               | Luna                   | FM                     | Sei Ottavi             | 4 Sound                | Antonio                | Silvia                 | Sei Ottavi             | Annalisa               | Emanuele               | Cluster                | Ilaria                  | -                       | -                       |
|            | Voto di Morgan | -                   | Cherries               | -                      | Vittoria               | Luna                   | Emanuele               | Dante                  | Emanuele               | Antonio                | Tony                   | Gino                   | Emanuele               | Sei Ottavi             | Ilaria                 | Tony                    | -                       | -                       |
|            | Voto di Mara   | -                   | -                      | M. Teresa              | 4 Sound                | Luna                   | FM                     | Dante                  | 4 Sound                | Annalisa               | Silvia                 | Gino                   | Annalisa               | Sei Ottavi             | Cluster                | Ilaria                  | -                       | -                       |
| Eliminati  | Eliminati      | Adriano 1 su 1 Voti | Cherries 1 su 1 Voti   | M. Teresa 1 su 1 Voti  | Vittoria 2 su 3 Voti   | Luna 2 su 2 Voti       | FM 2 su 3 Voti         | Dante 2 su 3 Voti      | 4 Sound 2 su 3 Voti    | Antonio 2 su 3 Voti    | Silvia 2 su 3 Voti     | Gino 2 su 3 Voti       | Annalisa 2 su 3 Voti   | Sei Ottavi 2 su 3 Voti | Cluster 2 su 3 Voti    | Ilaria 2 su 3 Voti      | Tony quarto             | Ema terzo               |
| Eliminati  | Eliminati      | Adriano 1 su 1 Voti | Cherries 1 su 1 Voti   | M. Teresa 1 su 1 Voti  | Vittoria 2 su 3 Voti   | Luna 2 su 2 Voti       | FM 2 su 3 Voti         | Dante 2 su 3 Voti      | 4 Sound 2 su 3 Voti    | Antonio 2 su 3 Voti    | Silvia 2 su 3 Voti     | Gino 2 su 3 Voti       | Annalisa 2 su 3 Voti   | Sei Ottavi 2 su 3 Voti | Cluster 2 su 3 Voti    | Ilaria 2 su 3 Voti      | Giusy 42% seconda       | Aram 58% vincitori      |

## Dettaglio delle puntate

### Prima puntata
Data: Lunedì 10 marzo 2008

Particolarità: ogni giudice elimina un talento della sua categoria tra i due meno votati dal pubblico
| Categoria Over (giudice: Simona Ventura) | Categoria Over (giudice: Simona Ventura) | Categoria Over (giudice: Simona Ventura) | Categoria Over (giudice: Simona Ventura) | Categoria Over (giudice: Simona Ventura) | Categoria Over (giudice: Simona Ventura) |
| ---------------------------------------- | ---------------------------------------- | ---------------------------------------- | ---------------------------------------- | ---------------------------------------- | ---------------------------------------- |

| 1                                   | Dante    | The Best (Tina Turner)                            | Salvo      |
| 2                                   | Antonio  | Di sole e d'azzurro (Giorgia)                     | Salvo      |
| 3                                   | Annalisa | Da Ya Think I'm Sexy? (Rod Stewart)               | Ultimi due |
| 4                                   | Emanuele | Nothing Compares 2 U (Sinéad O'Connor)            | Salvo      |
| 5                                   | Adriano  | Sei nell'anima (Gianna Nannini)                   | Ultimi due |
| Ballottaggio (cavallo di battaglia) |          |                                                   |            |
| 1                                   | Adriano  | Che sarà (Ricchi e Poveri)                        | Eliminato  |
| 2                                   | Annalisa | Quello che le donne non dicono (Fiorella Mannoia) | Salva      |

| Categoria Gruppi Vocali (giudice: Morgan) | Categoria Gruppi Vocali (giudice: Morgan) | Categoria Gruppi Vocali (giudice: Morgan) | Categoria Gruppi Vocali (giudice: Morgan) | Categoria Gruppi Vocali (giudice: Morgan) | Categoria Gruppi Vocali (giudice: Morgan) |
| ----------------------------------------- | ----------------------------------------- | ----------------------------------------- | ----------------------------------------- | ----------------------------------------- | ----------------------------------------- |

| 6                                   | Aram Quartet | Bohemian Rhapsody (Queen)               | Salvi      |
| 7                                   | Sei Ottavi   | Medley da Mary Poppins                  | Salvi      |
| 8                                   | 4 Sound      | A chi mi dice (Blue)                    | Ultimi due |
| 9                                   | Cherries     | Lady Marmalade (Patti LaBelle)          | Ultimi due |
| 10                                  | FM           | I Want It That Way (Backstreet Boys)    | Salvi      |
| Ballottaggio (cavallo di battaglia) |              |                                         |            |
| 1                                   | Cherries     | Sei bellissima (Loredana Bertè)         | Eliminate  |
| 2                                   | 4 Sound      | When a Man Loves a Woman (Percy Sledge) | Salvi      |

| Categoria Under (giudice: Mara Maionchi) | Categoria Under (giudice: Mara Maionchi) | Categoria Under (giudice: Mara Maionchi) | Categoria Under (giudice: Mara Maionchi) | Categoria Under (giudice: Mara Maionchi) | Categoria Under (giudice: Mara Maionchi) |
| ---------------------------------------- | ---------------------------------------- | ---------------------------------------- | ---------------------------------------- | ---------------------------------------- | ---------------------------------------- |

| 11                                  | Maria Teresa | Un senso (Vasco Rossi)                    | Ultimi due |
| 12                                  | Tony         | No One (Alicia Keys)                      | Salvo      |
| 13                                  | Luna         | Il Battito animale (Raf)                  | Salva      |
| 14                                  | Ilaria       | Stella gemella (Eros Ramazzotti)          | Salva      |
| 15                                  | Vittoria     | Sappi amore mio (Biagio Antonacci)        | Ultimi due |
| Ballottaggio (cavallo di battaglia) |              |                                           |            |
| 1                                   | Mariateresa  | Margherita (Riccardo Cocciante)           | Eliminata  |
| 2                                   | Vittoria     | E non finisce mica il cielo (Mia Martini) | Salva      |

### Seconda puntata
Data: Lunedì 17 marzo 2008

Particolarità: i talenti sono suddivisi in due manche, per ognuna avviene un'eliminazione
| Ordine       | Cantante     | Giudice  | Canzone (cantante originale)                                              | Risultato  |
| ------------ | ------------ | -------- | ------------------------------------------------------------------------- | ---------- |
| 1            | Tony         | Maionchi | Luce (tramonti a nord est) (Elisa)                                        | Salvo      |
| 2            | Annalisa     | Ventura  | Mentre tutto scorre (Negramaro)                                           | Salva      |
| 3            | Aram Quartet | Morgan   | Banana Boat Song (Harry Belafonte) / The Lion Sleeps Tonight (The Tokens) | Salvi      |
| 4            | Vittoria     | Maionchi | What's Up (4 Non Blondes)                                                 | Ultimi due |
| 5            | Emanuele     | Ventura  | Prendila così (Lucio Battisti)                                            | Salvo      |
| 6            | 4 Sound      | Morgan   | Mrs. Robinson (Simon and Garfunkel)                                       | Ultimi due |
| Ballottaggio |              |          |                                                                           |            |
| 1            | Vittoria     | Maionchi | Fotoromanza (Gianna Nannini) - Non c'è (Laura Pausini)                    | Eliminata  |
| 2            | 4 Sound      | Morgan   | Dedicato a te (Le Vibrazioni) - Strada facendo (Claudio Baglioni)         | Salvi      |

Voto dei giudici per eliminare:
- Mara Maionchi: 4 Sound, per salvare la sua artista, Vittoria;
- Morgan: Vittoria, per salvare i suoi artisti, i 4 Sound;
- Simona Ventura: Vittoria, ritenendo i 4 Sound più interessanti.

| Ordine       | Cantante   | Giudice  | Canzone (cantante originale)                                                                 | Risultato  |
| ------------ | ---------- | -------- | -------------------------------------------------------------------------------------------- | ---------- |
| 1            | Luna       | Maionchi | Ti sento (Matia Bazar)                                                                       | Ultimi due |
| 2            | FM         | Morgan   | Happy Together (The Turtles)                                                                 | Salvi      |
| 3            | Dante      | Ventura  | I Believe I Can Fly (R. Kelly)                                                               | Salvo      |
| 4            | Ilaria     | Maionchi | You've Got a Friend (James Taylor)                                                           | Ultimi due |
| 5            | Sei Ottavi | Morgan   | Spiderman (Michael Bublé)                                                                    | Salvi      |
| 6            | Antonio    | Ventura  | The Way You Make Me Feel (Michael Jackson)                                                   | Salvo      |
| Ballottaggio |            |          |                                                                                              |            |
| 1            | Luna       | Maionchi | (You Make Me Feel Like) A Natural Woman (Aretha Franklin) - La spada nel cuore (Patty Pravo) | Eliminata  |
| 2            | Ilaria     | Maionchi | Listen (Beyoncé) - Volami nel cuore (Mina)                                                   | Salva      |

Voto dei giudici per eliminare:
- Morgan: Luna, preferendo Ilaria;
- Simona Ventura: Ilaria, non piacendole il suo atteggiamento;
- Mara Maionchi: Luna, perché Ilaria è più pronta discograficamente.

### Terza puntata
- Data: Martedì 25 marzo 2008

| Ordine       | Cantante     | Giudice  | Canzone (cantante originale)                             | Risultato |  |
| ------------ | ------------ | -------- | -------------------------------------------------------- | --------- |  |
| 1            | Emanuele     | Ventura  | Feel (Robbie Williams)                                   | Ultimo    |  |
| 2            | 4 Sound      | Morgan   | Nessuno mi può giudicare (Caterina Caselli)              | Salvi     |  |
| 3            | Tony         | Maionchi | Come saprei (Giorgia)                                    | Salvo     |  |
| 4            | Antonio      | Ventura  | Quando (Pino Daniele)                                    | Salvo     |  |
| 5            | Sei Ottavi   | Morgan   | Medley di Michael Jackson                                | Salvi     |  |
|              |              |          |                                                          |           |  |
| 1            | Dante        | Ventura  | When a Man Loves a Woman (Percy Sledge)                  | Salvo     |  |
| 2            | FM           | Morgan   | Vacanze romane (Matia Bazar)                             | Ultimi    |  |
| 3            | Ilaria       | Maionchi | Maniac (Michael Sembello)                                | Salva     |  |
| 4            | Annalisa     | Ventura  | Overdose d'amore (Zucchero Fornaciari)                   | Salva     |  |
| 5            | Aram Quartet | Morgan   | Medley dei Beatles                                       | Salvi     |  |
| Ballottaggio |              |          |                                                          |           |  |
| 1            | Emanuele     | Ventura  | Io vivrò (Lucio Battisti) - Balliamo sul mondo (Ligabue) | Salvo     |  |
| 2            | FM           | Morgan   | Seasons of Love (Rent) - Take on Me (A-ha)               | Eliminati |  |

Voto dei giudici per eliminare:
- Simona Ventura: FM, per salvare il suo artista, Emanuele;
- Morgan: Emanuele, per salvare i suoi artisti, gli FM;
- Mara Maionchi: FM, ritenendo Emanuele più pronto.

#### Integrazione
| Ordine | Cantante               | Giudice  | Canzone (cantante originale)  | Risultato |
| ------ | ---------------------- | -------- | ----------------------------- | --------- |
| 1      | Silvia                 | Maionchi | Why (Annie Lennox)            | In gara   |
| 2      | The Acappella Swingers | Morgan   | Unchained Melody (Alex North) | Eliminati |
| 3      | Davide                 | Ventura  | Se tu non torni (Miguel Bosé) | Eliminato |

### Quarta puntata
- Data: domenica 30 marzo 2008
- Particolarità: i talenti sono suddivisi in due manche, per ognuna avviene un'eliminazione

| Ordine       | Cantante     | Giudice  | Canzone (cantante originale)                               | Risultato  |
| ------------ | ------------ | -------- | ---------------------------------------------------------- | ---------- |
| 1            | Dante        | Ventura  | Ti pretendo (Raf)                                          | Ultimi due |
| 2            | Aram Quartet | Morgan   | The Logical Song (Supertramp)                              | Salvi      |
| 3            | Ilaria       | Maionchi | Oceano (Lisa)                                              | Salva      |
| 4            | Sei Ottavi   | Morgan   | Libertango (Astor Piazzolla)                               | Ultimi due |
| 5            | Antonio      | Ventura  | Oggi sono io (Alex Britti)                                 | Salvo      |
| Ballottaggio |              |          |                                                            |            |
| 1            | Dante        | Ventura  | The Best (Tina Turner) - Cose della vita (Eros Ramazzotti) | Eliminato  |
| 2            | Sei Ottavi   | Morgan   | Spiderman (Michael Bublé) - Sex bomb (Tom Jones)           | Salvi      |

Voto dei giudici per eliminare:
- Morgan: Dante, per salvare i suoi artisti, i Sei Ottavi;
- Simona Ventura: Sei Ottavi, per salvare il suo artista, Dante;
- Mara Maionchi: Dante, preferendo i Sei Ottavi.

| Ordine       | Cantante | Giudice  | Canzone (cantante originale)                                                 | Risultato  |
| ------------ | -------- | -------- | ---------------------------------------------------------------------------- | ---------- |
| 1            | Tony     | Maionchi | Apologize (Timbaland e OneRepublic)                                          | Salvo      |
| 2            | Annalisa | Ventura  | Minuetto (Mia Martini)                                                       | Salva      |
| 3            | 4 Sound  | Morgan   | Xdono (Tiziano Ferro)                                                        | Ultimi due |
| 4            | Emanuele | Ventura  | La donna cannone (Francesco De Gregori)                                      | Ultimi due |
| 5            | Silvia   | Maionchi | Sono come tu mi vuoi (Mina)                                                  | Salva      |
| Ballottaggio |          |          |                                                                              |            |
| 1            | 4 Sound  | Morgan   | Nessuno mi può giudicare (Caterina Caselli) - I am what i am (Gloria Gaynor) | Eliminati  |
| 2            | Emanuele | Ventura  | Nothing Compares to You (Sinead O'Connor) - Alba chiara (Vasco Rossi)        | Salvo      |

Voto dei giudici per eliminare:
- Morgan: Emanuele, per salvare i suoi artisti, i 4 Sound;
- Simona Ventura: 4 Sound, per salvare il suo artista, Emanuele;
- Mara Maionchi: 4 Sound, perché Emanuele l'ha convinta maggiormente nel ballottaggio.

### Quinta puntata
- Data: domenica 6 aprile 2008

| Ordine       | Cantante     | Giudice  | Canzone (cantante originale)                                               | Risultato |
| ------------ | ------------ | -------- | -------------------------------------------------------------------------- | --------- |
| 1            | Ilaria       | Maionchi | Lei verrà (Mango)                                                          | Salva     |
| 2            | Sei Ottavi   | Morgan   | Cinematic Medley (Medley di colonne sonore)                                | Salvi     |
| 3            | Antonio      | Ventura  | E penso a te (Lucio Battisti)                                              | Ultimo    |
| 4            | Silvia       | Maionchi | Sorry Seems to Be the Hardest Word (Elton John)                            | Salva     |
|              |              |          |                                                                            |           |
| 1            | Emanuele     | Ventura  | Knockin' on Heaven's Door (Bob Dylan)                                      | Salvo     |
| 2            | Tony         | Maionchi | Bleeding Love (Leona Lewis)                                                | Salvo     |
| 3            | Aram Quartet | Morgan   | Is There Something I Should Know? (Duran Duran)                            | Salvi     |
| 4            | Annalisa     | Ventura  | Bella senz'anima (Riccardo Cocciante)                                      | Ultima    |
| Ballottaggio |              |          |                                                                            |           |
| 1            | Antonio      | Ventura  | Di sole e d'azzurro (Giorgia) - La mia banda suona il rock (Ivano Fossati) | Eliminato |
| 2            | Annalisa     | Ventura  | Non sono una signora (Loredana Bertè) - I maschi (Gianna Nannini)          | Salva     |

Voto dei giudici per eliminare:
- Mara Maionchi: Annalisa, preferendo Antonio;
- Morgan: Antonio, avendo preferito l'esibizione di Annalisa;
- Simona Ventura: Antonio, ritenendo Annalisa più pronta per il mondo della musica.

#### Integrazione
| Ordine | Cantante | Giudice  | Canzone (cantante originale)      | Risultato |
| ------ | -------- | -------- | --------------------------------- | --------- |
| 1      | Gino     | Ventura  | Adagio (Lara Fabian)              | In gara   |
| 2      | Venebit  | Morgan   | Relax (Frankie Goes to Hollywood) | Eliminati |
| 3      | Gabriele | Maionchi | Dedicato a te (Le Vibrazioni)     | Eliminato |

### Sesta puntata
- Data: Lunedì 14 aprile 2008

| Ordine       | Cantante     | Giudice  | Canzone (cantante originale)                                                     | Risultato |  |
| ------------ | ------------ | -------- | -------------------------------------------------------------------------------- | --------- |  |
| 1            | Aram Quartet | Morgan   | Under Pressure (Queen e David Bowie)                                             | Salvi     |  |
| 2            | Tony         | Maionchi | Cinque giorni (Michele Zarrillo)                                                 | Ultimo    |  |
| 3            | Annalisa     | Ventura  | America (Gianna Nannini)                                                         | Salva     |  |
| 4            | Ilaria       | Maionchi | I Don't Know (Noa)                                                               | Salva     |  |
|              |              |          |                                                                                  |           |  |
| 1            | Emanuele     | Ventura  | Sunday Bloody Sunday (U2)                                                        | Salvo     |  |
| 2            | Silvia       | Maionchi | Estate (Bruno Martino)                                                           | Ultima    |  |
| 3            | Gino         | Ventura  | Portati via (Mina)                                                               | Salvo     |  |
| 4            | Sei Ottavi   | Morgan   | Don't Worry, Be Happy (Bobby McFerrin)                                           | Salvi     |  |
| Ballottaggio |              |          |                                                                                  |           |  |
| 1            | Tony         | Maionchi | Come saprei (Giorgia) - Ho in mente te (Equipe 84)                               | Salvo     |  |
| 2            | Silvia       | Maionchi | I will always love you (Whitney Houston) - Almeno tu nell'universo (Mia Martini) | Eliminata |  |

Voto dei giudici per eliminare:
- Morgan: Tony, preferendo Silvia;
- Simona Ventura: Silvia, seppur con rammarico;
- Mara Maionchi: Silvia, ritenendo Tony più popolare.

### Settima puntata
- Data: martedì 22 aprile 2008

| Ordine       | Cantante     | Giudice  | Canzone (cantante originale)                                       | Risultato  |
| ------------ | ------------ | -------- | ------------------------------------------------------------------ | ---------- |
| 1            | Ilaria       | Maionchi | Snow on the Sahara (Anggun)                                        | Salva      |
| 2            | Gino         | Ventura  | Senza pietà (Anna Oxa)                                             | Ultimi due |
| 3            | Aram Quartet | Morgan   | Per Elisa (Franco Battiato)                                        | Salvi      |
| 4            | Emanuele     | Ventura  | "Heroes" (David Bowie)                                             | Salvo      |
| 5            | Tony         | Maionchi | All by Myself (Céline Dion)                                        | Salvo      |
| 6            | Annalisa     | Ventura  | Total Eclipse of the Heart (Bonnie Tyler)                          | Salva      |
| 7            | Sei Ottavi   | Morgan   | Salirò (Daniele Silvestri)                                         | Ultimi due |
| Ballottaggio |              |          |                                                                    |            |
| 1            | Gino         | Ventura  | Adagio (Lara Fabian) - Ma il cielo è sempre più blu (Rino Gaetano) | Eliminato  |
| 2            | Sei Ottavi   | Morgan   | Crocodile rock (Elton John) - In theese shoes (Kirsty MacColl)     | Salvi      |

Voto dei giudici per eliminare:
- Simona Ventura: Sei Ottavi, per salvare il suo artista, Gino;
- Morgan: Gino, per salvare i suoi artisti, i Sei Ottavi;
- Mara Maionchi: Gino, ritenendo i Sei Ottavi maggiormente adeguati dal punto di vista discografico e televisivo.

#### Integrazione
| Ordine | Cantante      | Giudice  | Canzone (cantante originale)        | Risultato |
| ------ | ------------- | -------- | ----------------------------------- | --------- |
| 1      | Quinta Giusta | Morgan   | Wake Me Up Before You Go Go (Wham!) | Eliminati |
| 2      | Giusy         | Ventura  | Remedios (Gabriella Ferri)          | In Gara   |
| 3      | Valeria       | Maionchi | Bum Bum (Irene Grandi)              | Eliminata |

### Ottava puntata
- Data: martedì 29 aprile 2008
- Ospite: Giorgia
- Canzoni cantate dall'ospite: Ora basta (Giorgia), The Long and Winding Road (Giorgia e Morgan).

| Ordine       | Cantante     | Giudice  | Canzone (cantante originale)                                          | Risultato  |
| ------------ | ------------ | -------- | --------------------------------------------------------------------- | ---------- |
| 1            | Emanuele     | Ventura  | Message in a Bottle (The Police)                                      | Ultimi due |
| 2            | Sei Ottavi   | Morgan   | Nel blu dipinto di blu (Domenico Modugno)                             | Salvi      |
| 3            | Ilaria       | Maionchi | Thank U (Alanis Morisette)                                            | Salva      |
| 4            | Giusy        | Ventura  | La bambola (Patty Pravo)                                              | Salva      |
| 5            | Tony         | Maionchi | Il tempo di morire (Lucio Battisti)                                   | Salvo      |
| 6            | Annalisa     | Ventura  | Via (Claudio Baglioni)                                                | Ultimi due |
| 7            | Aram Quartet | Morgan   | Another Brick in the Wall (Pink Floyd)                                | Salvi      |
| Ballottaggio |              |          |                                                                       |            |
| 1            | Emanuele     | Ventura  | Centro di gravità permanente (Franco Battiato) - Maria (Ricky Martin) | Salvo      |
| 2            | Annalisa     | Ventura  | Minuetto (Mia Martini) - Think (Aretha Franklin)                      | Eliminata  |

Voto dei giudici per eliminare:
- Morgan: Emanuele, preferendo come artista Annalisa;
- Mara Maionchi: Annalisa, ritenendo che Emanuele sia molto collocabile in ambito discografico;
- Simona Ventura: Annalisa, volendo puntare sulle canzoni proprie di Emanuele

#### Integrazione
| Ordine | Cantante  | Giudice  | Canzone (cantante originale)                  | Risultato |
| ------ | --------- | -------- | --------------------------------------------- | --------- |
| 1      | Mattia    | Maionchi | Moondance (Michael Bublé)                     | Eliminato |
| 2      | Cluster   | Morgan   | Don't You Worry 'Bout a Thing (Stevie Wonder) | In Gara   |
| 3      | Francesca | Ventura  | Mi Tierra (Gloria Estefan)                    | Eliminato |

### Nona puntata
- Data: martedì 6 maggio 2008
- Ospite: Loredana Bertè
- Canzone cantata dall'ospite: Musica e parole
- Particolarità: ogni talento si esibisce con due brani, uno in italiano e l'altro in inglese.

| Ordine       | Cantante     | Giudice  | Canzone (cantante originale)                                                   | Risultato                                                                      | Ordine                                                                         | Canzone (cantante originale)                                                   | Risultato |
| ------------ | ------------ | -------- | ------------------------------------------------------------------------------ | ------------------------------------------------------------------------------ | ------------------------------------------------------------------------------ | ------------------------------------------------------------------------------ | --------- |
| 1            | Aram Quartet | Morgan   | Good Vibrations (The Beach Boys)                                               | Salvi                                                                          | 6                                                                              | Figli delle stelle (Alan Sorrenti)                                             | Salvi     |
| 2            | Ilaria       | Maionchi | Fiori rosa fiori di pesco (Lucio Battisti)                                     | Salva                                                                          | 5                                                                              | Time after Time (Cyndi Lauper)                                                 | Salva     |
| 3            | Emanuele     | Ventura  | Purple Rain (Prince)                                                           | Salvo                                                                          | 4                                                                              | Libera nos a malo (Ligabue)                                                    | Ultimo    |
| 4            | Sei Ottavi   | Morgan   | Blackbird / I Will (Beatles)                                                   | Ultimi                                                                         | -                                                                              | -                                                                              | -         |
| 5            | Tony         | Maionchi | Baila (Zucchero Fornaciari)                                                    | Salvo                                                                          | 3                                                                              | Master Blaster (Stevie Wonder)                                                 | Salvo     |
| 6            | Giusy        | Ventura  | Che cosa c'è (Ornella Vanoni ft. Gino Paoli)                                   | Salva                                                                          | 1                                                                              | History Repeating (Shirley Bassey)                                             | Salva     |
| 7            | Cluster      | Morgan   | Enjoy the Silence (Depeche Mode)                                               | Salvi                                                                          | 2                                                                              | Il pescatore (Fabrizio De André)                                               | Salvi     |
| Ballottaggio |              |          |                                                                                |                                                                                |                                                                                |                                                                                |           |
| 1            | Emanuele     | Ventura  | Knockin' on Heaven's Door (Bob Dylan) - La voce del silenzio (Massimo Ranieri) | Knockin' on Heaven's Door (Bob Dylan) - La voce del silenzio (Massimo Ranieri) | Knockin' on Heaven's Door (Bob Dylan) - La voce del silenzio (Massimo Ranieri) | Knockin' on Heaven's Door (Bob Dylan) - La voce del silenzio (Massimo Ranieri) | Salvo     |
| 2            | Sei Ottavi   | Morgan   | Don't Worry, Be Happy (Bobby McFerrin) - Se telefonando (Mina)                 | Don't Worry, Be Happy (Bobby McFerrin) - Se telefonando (Mina)                 | Don't Worry, Be Happy (Bobby McFerrin) - Se telefonando (Mina)                 | Don't Worry, Be Happy (Bobby McFerrin) - Se telefonando (Mina)                 | Eliminati |

Voto dei giudici per eliminare:
- Morgan: Sei Ottavi, perché Emanuele merita di suonare le sue canzoni;
- Simona Ventura: Emanuele, non volendo vincere facile;
- Mara Maionchi: Sei Ottavi, considerandoli pronti per affrontare il mondo della musica.

### Decima puntata
- Data: martedì 13 maggio 2008
- Ospiti: Pooh
- Canzone cantata dagli ospiti: Uomini soli (Pooh e i talenti di X Factor)
- Particolarità: ogni talento si esibisce con due brani, uno in italiano e l'altro in inglese.

| Ordine       | Cantante     | Giudice  | Canzone (cantante originale)                   | Risultato                                      | Ordine                                         | Canzone (cantante originale)                   | Risultato |
| ------------ | ------------ | -------- | ---------------------------------------------- | ---------------------------------------------- | ---------------------------------------------- | ---------------------------------------------- | --------- |
| 1            | Ilaria       | Maionchi | If It Makes You Happy (Sheryl Crow)            | Salva                                          | 3                                              | Solo3min (Negramaro)                           | Ultima    |
| 2            | Emanuele     | Ventura  | Con il nastro rosa (Lucio Battisti)            | Salvo                                          | 4                                              | Your Song (Elton John)                         | Salvo     |
| 3            | Aram Quartet | Morgan   | Owner of a Lonely Heart/Leave It (Yes)         | Salvi                                          | 5                                              | Se bruciasse la città (Massimo Ranieri)        | Salvi     |
| 4            | Tony         | Maionchi | Destinazione Paradiso (Gianluca Grignani)      | Salvo                                          | 1                                              | Every Breath You Take (The Police)             | Salvo     |
| 5            | Giusy        | Ventura  | Bésame mucho (Consuelo Velázquez)              | Salva                                          | 2                                              | Ma che freddo fa (Nada)                        | Salva     |
| 6            | Cluster      | Morgan   | Mi sono innamorato di te (Luigi Tenco)         | Ultimi                                         | -                                              | -                                              | -         |
| Ballottaggio |              |          |                                                |                                                |                                                |                                                |           |
| 1            | Cluster      | Morgan   | Enjoy the Silence (Depeche Mode)               | Enjoy the Silence (Depeche Mode)               | Enjoy the Silence (Depeche Mode)               | Enjoy the Silence (Depeche Mode)               | Eliminati |
| 2            | Ilaria       | Maionchi | Oceano (Lisa) - Beautiful (Christina Aguilera) | Oceano (Lisa) - Beautiful (Christina Aguilera) | Oceano (Lisa) - Beautiful (Christina Aguilera) | Oceano (Lisa) - Beautiful (Christina Aguilera) | Salva     |

Voto dei giudici per eliminare:
- Morgan: Ilaria, per salvare i suoi artisti, i Cluster;
- Mara Maionchi: Cluster, per salvare il suo artista, Ilaria;
- Simona Ventura: Cluster, credendo che Ilaria meriti di continuare.

### Undicesima puntata
- Data: Martedì 20 maggio 2008
- Ospite: Massimo Ranieri
- Canzoni cantata dall'ospite: Vent'anni (Massimo Ranieri e i talenti di X Factor), Lontano lontano (Massimo Ranieri e Morgan)
- Particolarità: i talenti eseguono due brani, uno in italiano e l'altro in inglese

| Ordine       | Cantante     | Giudice  | Canzone (cantante originale)                     | Risultato                      | Ordine                         | Canzone (cantante originale)                   | Risultato |
| ------------ | ------------ | -------- | ------------------------------------------------ | ------------------------------ | ------------------------------ | ---------------------------------------------- | --------- |
| 1            | Tony         | Maionchi | Nessun dolore (Lucio Battisti)                   | Ultimo                         | -                              | -                                              | -         |
| 2            | Giusy        | Ventura  | These Boots Are Made for Walking (Nancy Sinatra) | Salva                          | 4                              | Insieme a te non ci sto più (Caterina Caselli) | Salva     |
| 3            | Aram Quartet | Morgan   | Un'emozione da poco (Anna Oxa)                   | Salvi                          | 3                              | Medley degli Who                               | Salvi     |
| 4            | Ilaria       | Maionchi | Torn (Natalie Imbruglia)                         | Salva                          | 2                              | Pensiero stupendo (Patty Pravo)                | Ultima    |
| 5            | Emanuele     | Ventura  | La mia storia tra le dita (Gianluca Grignani)    | Salvo                          | 1                              | Iris (Goo Goo Dolls)                           | Salvo     |
| Ballottaggio |              |          |                                                  |                                |                                |                                                |           |
| 1            | Tony         | Maionchi | Master Blaster (Stevie Wonder)                   | Master Blaster (Stevie Wonder) | Master Blaster (Stevie Wonder) | Master Blaster (Stevie Wonder)                 | Salvo     |
| 2            | Ilaria       | Maionchi | Snow on the Sahara (Anggun)                      | Snow on the Sahara (Anggun)    | Snow on the Sahara (Anggun)    | Snow on the Sahara (Anggun)                    | Eliminata |

Voto dei giudici per eliminare:
- Morgan: Tony, poiché Ilaria è una cantautrice e vuole sentire il suo inedito;
- Simona Ventura: Ilaria, benché abbia apprezzato il suo percorso;
- Mara Maionchi: Ilaria, ritenendola già pronta per incidere un disco fuori dal programma.

### Dodicesima puntata (Finale)
- Data: Lunedì 26 maggio 2008
- Ospiti: Ilaria Porceddu, Irene Grandi e Elio
- Canzoni cantate dagli ospiti: Sono come tu mi vuoi (Irene Grandi), Suono naturale (Ilaria)
- Particolarità: i talenti eseguono il loro inedito, una cover, il cavallo di battaglia e infine di nuovo l'inedito.

| Ordine      | Cantante     | Giudice  | Inedito (autori)                                                      | Risultato                                                             | Ordine                                                                | Canzone (cantante originale)                                          | Risultato     |
| ----------- | ------------ | -------- | --------------------------------------------------------------------- | --------------------------------------------------------------------- | --------------------------------------------------------------------- | --------------------------------------------------------------------- | ------------- |
| 1           | Emanuele     | Ventura  | Ci troveranno qui (Dabbono)                                           | Salvo                                                                 | 3                                                                     | Hotel California (Eagles)                                             | Terzo         |
| 2           | Aram Quartet | Morgan   | Chi (Who) (Morgan e Gaudi)                                            | Salvi                                                                 | 2                                                                     | Walk on the Wild Side (Lou Reed)                                      | Salvi         |
| 3           | Tony         | Maionchi | Mi togli il respiro (Galbiati e Grandi)                               | Quarto                                                                | -                                                                     | -                                                                     | -             |
| 4           | Giusy        | Ventura  | Non ti scordar mai di me (Ferro e Casalino)                           | Salva                                                                 | 1                                                                     | Bang Bang (My Baby Shot Me Down) (Cher)                               | Salva         |
| Finalissima |              |          |                                                                       |                                                                       |                                                                       |                                                                       |               |
| 1           | Aram Quartet | Morgan   | Per Elisa (Alice) - Chi (Who) (Aram Quartet)                          | Per Elisa (Alice) - Chi (Who) (Aram Quartet)                          | Per Elisa (Alice) - Chi (Who) (Aram Quartet)                          | Per Elisa (Alice) - Chi (Who) (Aram Quartet)                          | Vincitori 58% |
| 2           | Giusy        | Ventura  | Remedios (Gabriella Ferri) - Non ti scordar mai di me (Giusy Ferreri) | Remedios (Gabriella Ferri) - Non ti scordar mai di me (Giusy Ferreri) | Remedios (Gabriella Ferri) - Non ti scordar mai di me (Giusy Ferreri) | Remedios (Gabriella Ferri) - Non ti scordar mai di me (Giusy Ferreri) | Seconda 42%   |

## Ospiti
| Numero Puntata | Ospiti nei Live Show                |
| -------------- | ----------------------------------- |
| 1              | -                                   |
| 2              | -                                   |
| 3              | -                                   |
| 4              | -                                   |
| 5              | -                                   |
| 6              | -                                   |
| 7              | -                                   |
| 8              | Giorgia                             |
| 9              | Loredana Bertè                      |
| 10             | Pooh                                |
| 11             | Massimo Ranieri                     |
| 12             | Ilaria Porceddu, Irene Grandi, Elio |

## Piazzamenti in classifica

### Compilation
| Anno | Titolo                    | Etichetta   | Max posizione in classifica |
| ---- | ------------------------- | ----------- | --------------------------- |
| 2008 | X Factor Compilation 2008 | BMG Ricordi | 1                           |

#### Brani della compilation e degli EP entrati in classifica
| Artista         | Brano                         | Posizioni in classifica      |
| Artista         | Brano                         | Italian FIMI Downloads Chart |
| --------------- | ----------------------------- | ---------------------------- |
| Giusy Ferreri   | Remedios                      | 7                            |
| Ilaria Porceddu | Oceano                        | 9                            |
| Aram Quartet    | Per Elisa                     | 10                           |
| Cluster         | Don't You Worry 'Bout A Thing | 16                           |

### Inediti
| Artista          | Titolo                   | Classifiche | Classifiche | Classifiche      | Classifiche |
| Artista          | Titolo                   | Italia      | Grecia      | Svizzera top 100 | Belgio      |
| ---------------- | ------------------------ | ----------- | ----------- | ---------------- | ----------- |
| Giusy Ferreri    | Non ti scordar mai di me | 1           | 1           | 26               | 54          |
| Aram Quartet     | Chi (Who)                | 5           | —           | —                | —           |
| Tony Maiello     | Mi togli il respiro      | -           | -           | -                | -           |
| Ilaria Porceddu  | Suono naturale           | -           | -           | -                | -           |
| Emanuele Dabbono | Ci troveranno qui        | -           | -           | -                | -           |

### EP
| Artista          | Album                    | Posizioni in classifica   |
| Artista          | Album                    | Italian FIMI Albums Chart |
| ---------------- | ------------------------ | ------------------------- |
| Giusy Ferreri    | Non ti scordar mai di me | 1                         |
| Aram Quartet     | ChiARAMente              | 9                         |
| Cluster          | Enjoy the Silence        | 46                        |
| Tony Maiello     | Ama calma                | —                         |
| Emanuele Dabbono | Ci troveranno qui        | —                         |
| Antonio Marino   | Parti di me              | —                         |